# Jean Borotra
Jean Laurent Robert Borotra (13. srpna 1898, Domaine-du-Pouy – 17. července 1994, Arbonne) byl francouzský tenista.

## Kariéra a život
Spolu s Henri Cochetem, Jacquesem Brugnonem a René Lacostem patřil k takzvaným Čtyřem mušketýrům, čtyřem francouzským tenistům, kteří patřili k nejlepším hráčům 20. a 30. let 20. století.
Mezi jeho největší úspěchy v tenise patří 5 titulů ve dvouhře na grandslamových turnajích Australian Championships (1928), French Championships (1924, 1931) a Wimbledon (1924, 1926), zisk titulů ve čtyřhře na grandslamových turnajích Australian Championships (1928), French Championships (1925, 1928, 1929, 1934, 1936 v mužské, 1927, 1934 ve smíšené), Wimbledon (1925, 1932, 1933 v mužské, 1925 ve smíšené) a U.S. Championships (1926 ve smíšené). Na olympijských hrách v Paříži v roce 1924 získal bronz v mužské čtyřhře.

V roce 1976 byl zapsán do Mezinárodní tenisové síně slávy.
Francii reprezentoval i v Davisově poháru, odehrál celkem 54 zápasů, z toho 31 v dvouhře (19 výher, 12 proher) a 23 ve čtyřhře (17 výher, 6 proher).

## Účasti ve finále dvouhry na grandslamových turnajích (11)

### Vítězství (5)
| Č. | Datum | Turnaj                              | Povrch | Soupeř ve finále  | Výsledek            |
| 1. | 1924  | French Championships, Francie       | antuka | René Lacoste      | 7-5 6-4 0-6 5-7 6-2 |
| 2. | 1924  | Wimbledon, Spojené království       | tráva  | René Lacoste      | 6-1 3-6 6-1 3-6 6-4 |
| 3. | 1926  | Wimbledon, Spojené království       | tráva  | Howard Kinsey     | 8-6 6-1 6-3         |
| 4. | 1928  | Australian Championships, Austrálie | tvrdý  | Jack Cummings     | 6-4 6-1 4-6 5-7 6-3 |
| 5. | 1931  | French Championships, Francie       | antuka | Christian Boussus | 2-6 6-4 7-5 7-5 6-4 |

### Finále (6)
| Č. | Datum | Turnaj                        | Povrch | Soupeř ve finále | Výsledek            |
| 1. | 1925  | French Championships, Francie | antuka | René Lacoste     | 5-7 1-6 4-6         |
| 2. | 1925  | Wimbledon, Spojené království | tráva  | René Lacoste     | 3-6 3-6 6-4 6-8     |
| 3. | 1926  | U.S. Championships, USA       | tvrdý  | René Lacoste     | 4-6 0-6 4-6         |
| 4. | 1927  | Wimbledon, Spojené království | tráva  | Henri Cochet     | 6-4 6-4 3-6 4-6 5-7 |
| 5. | 1929  | French Championships, Francie | antuka | René Lacoste     | 3-6 6-2 0-6 6-2 6-8 |
| 6. | 1929  | Wimbledon, Spojené království | tráva  | Henri Cochet     | 4-6 3-6 4-6         |